# Marston St. Lawrence
Marston St. Lawrence è un villaggio e parrocchia civile dell'Inghilterra, appartenente alla contea del Northamptonshire.